# Spencer R. Weart
Pour les articles homonymes, voir Weart.
Spencer R. Weart (né en 1942) est l'ancien directeur du Centre d'histoire de la physique de l'American Institute of Physics (AIP) de 1971 jusqu'à sa retraite en 2009.

## Vie
Physicien de formation, il est aujourd'hui historien des sciences. Il obtient son bachelor en physique à l'université Cornell en 1963 et un doctorat en physique et astrophysique à l'université du Colorado à Boulder en 1968. Il fait ensuite des études postdoctorales aux observatoires Hale et au California Institute of Technology, publiant des articles sur la physique solaire. De 1971 à 1974, il étudie l'histoire des sciences à l'université de Californie à Berkeley. Tout en dirigeant le Centre d'histoire de la physique à l'American Institute of Physics (AIP), il donne des cours à l'université Johns-Hopkins et à l'université de Princeton.

## Entrevues
Il mène des entretiens d'histoire orale avec de nombreux physiciens, en particulier des astrophysiciens tels que Subrahmanyan Chandrasekhar (1977) et des climatologues tels que Wallace Smith Broecker (1997).

## Travaux
Il produit de nombreux articles historiques et deux livres scientifiques pour enfants et a écrit ou co-édité onze autres livres, dont :
- Scientifiques au pouvoir (1979). Une histoire de l'essor de la science nucléaire, des armes et des réacteurs en France. (ISBN 0-674-79515-6)[6],[7]
- en tant que rédacteur en chef avec Gertrud Weiss Szilard : Leo Szilard : His Version of the Facts (1978). Correspondance éditée. (ISBN 0-262-69070-5)[8]
- Peur nucléaire: une histoire d'images (1989) (ISBN 0-674-62836-5)[9]
- en tant que rédacteur en chef avec Lillian Hoddeson, Ernest Braun et Jürgen Teichmann: Out of the Crystal Maze: Chapters from the History of Solid State Physics (1992). (ISBN 0-19-505329-X)[10]
- Jamais en guerre : pourquoi les démocraties ne se combattront pas (1998). (ISBN 0-300-08298-3)
- La Découverte du réchauffement climatique (2003, 2008). Version étendue en ligne . (ISBN 0-674-03189-X)
- La Montée de la peur nucléaire (2012).  (ISBN 978-0-674-05233-8)

### Fonds d'archives
- Matériel de recherche de Spencer Weart pour son livre, Nuclear Fear: A History of Images, 1957-1987, Niels Bohr Library & Archives